# Raymond Casas
Pour les articles homonymes, voir Casas.
Raymond Casas, né le 12 janvier 1926 à Cellettes et mort le 9 novembre 2016 à Blois, est un mémorialiste français, ancien résistant, ancien militant du Parti communiste français et dirigeant - de 1967 à 1970 - du Parti communiste marxiste-léniniste de France.

## Biographie
Né dans une famille ouvrière du Blaisois, petit-fils d’un immigré espagnol, il participe à ses premières discussions politiques au sujet de la guerre d’Espagne avec son père, sous-officier républicain.
Il obtient le certificat d’études en 1941. À 16 ans il entre à l’école de formation des apprentis de l’usine Air équipement de Blois, où il poursuivra toute sa carrière après avoir obtenu deux CAP d’ajusteur et de fraiseur.
Jeune ouvrier, membre des Auberges de jeunesse, il participe activement à la Résistance. Socialisé politiquement par des militants de la CGT clandestine il adhère aux Jeunesses Communistes en 1942 et participe à la libération de Blois. Il poursuit son expérience militaire lors de la libération de la Bretagne où il gagne ses galons de sergent-chef des FFI et est décoré de la Croix de guerre. Démobilisé en 1946 il retourne à l’usine où il manifeste sa vive critique à l'égard de la stratégie du « produire, produire, et encore produire » prônée par Maurice Thorez. 
Remarqué par Gaston Plissonnier pour son activisme syndical, on lui propose de devenir permanent du Parti, ce qu’il refuse pour rester à la base. Il se fait toutefois connaître comme un cadre actif et reconnu du PCF dans la région de Blois. Il se présente aux législatives de 1956 dans le Loir & Cher, la loi des apparentements l'empêche d'être élu. Dans le contexte de la guerre d’Algérie, il critique le vote communiste des pouvoirs spéciaux à Guy Mollet. Lorsque survient le schisme sino-soviétique en 1962, Raymond Casas refuse la condamnation de Staline ainsi que  la destruction de ses livres, il quitte le PCF au congrès départemental Loir & Cher à Contres et opte pour les Chinois; , il rejoint le mouvement marxiste-léniniste dont le premier Congrès se tient en juillet 1966, à Paris, salle Lancry. 
Défendant, contre l'avis de beaucoup de ses camarades du PCMLF, un rapprochement avec les jeunes intellectuels étudiants de l'Union des jeunesses communistes marxistes-léninistes, il se montre attentif aux événements de mai 1968. Dirigeant maoïste au cours de cette période, il prend la parole à la Sorbonne.
Membre d'une délégation du PCMLF, il est reçu en Chine en 1966 et 1967 par Zhou Enlai. Il a été l'ami d'Enver Hodja, de Per Hysing Dahl et de Félix Guattari. 
En désaccord avec les choix de la direction centrale clandestine du parti créée en 1968 et à laquelle il participe avec Jacques Jurquet et François Marty, il est exclu en février 1970 : il tente alors, en vain, de faire vivre une nouvelle structure constituée à partir de la scission opérée au sein du PCMLF, Le Travailleur. En 1969, il avait été agressé par un membre du service d'ordre du PCF qui lui avait porté plusieurs coups de tranchet au visage. Il cesse toute activité politique au printemps 1972.

## Anecdote
Dans son ouvrage consacré aux maoïstes, Christophe Bourseiller indique que Raymond Casas a vendu le journal L'Humanité avec Jacques Chirac en 1951 à Paris. Dans ses mémoires, Raymond Casas rapporte d'ailleurs avoir trouvé Jacques Chirac un peu « dogmatique » et lui avoir dit un jour qu'à son avis, un marxiste ne devait pas à ce point ignorer le doute.

## Publications
- La Résistance en Loir-et-Cher, avec Lucien Jardel, Librairie de la Loire, Blois, 1964.
- Témoignages recueillis par Raymond Casas avec le concours de l'Amicale des anciens du CFAVV, Les Volontaires de la liberté ou les FFI du Loir-et-Cher (1944-1945). Témoignages et récits sur l'historique du Corps franc de l'air Valin de La Vaissière (bataillons FFI du Loir-et-Cher), Vineuil, Amicale des anciens du CFAVV, 1982 ; 2e éd. augmentée en 1994 avec la collaboration de Lucien Jardel.
- Mémoires à nos petits enfants. T. 1 (1926-1956), Blois, R. Casas, 1993.
- Mémoires à nos petits enfants. T. II, Mes années 68 ou Le chant des lendemains (1956-1976), Blois, R. Casas, 1998.
- Court-metrage réalisé pas des Élèves du Lycée Horticole de Blois.  La Résistance à Blois de 40 à 45 Interview de Raymond Casas, avec la participation d' Alain Normand cameraman et Daniel Brillaud monteur image.